# 부산 금정구의 국회의원
다음은 부산 금정구의 국회의원에 관한 설명이다.

## 행정구역 변천
- 1988년 1월 1일 동래구 서동·금사동·오륜동·부곡동·장전동·회동동·선동·두구동·노포동·청룡동·남산동·구서동·금성동에 부산직할시 금정구 신설
- 1995년 1월 1일 부산광역시 금정구

## 부산 금정구의 역대 국회의원 일람
| 대수   | 이름           | 소속정당   | 임기                              | 선거구역                                                                                                |
| ------ | -------------- | ---------- | --------------------------------- | --- |
| 제13대 | 김진재(金鎭載) | 민주정의당 | 1988년 5월 30일 - 1992년 5월 29일 | 금정구 일원                                                                                             |
| 제14대 | 김진재(金鎭載) | 민주자유당 | 1992년 5월 30일 - 1996년 5월 29일 | 금정구 일원                                                                                             |
| 제15대 | 김진재(金鎭載) | 신한국당   | 1996년 5월 30일 - 2000년 5월 29일 | 금정구 갑: 서1동, 서2동, 서3동, 서4동, 금사동, 오륜동, 부곡1동, 부곡2동, 부곡3동, 부곡4동, 선동, 두구동 |
| 제15대 | 김도언(金道彦) | 신한국당   | 1996년 5월 30일 - 2000년 5월 29일 | 금정구 을: 장전1동, 장전2동, 장전3동, 노포동, 청룡동, 남산동, 구서1동, 구서2동, 금성동                  |
| 제16대 | 김진재(金鎭載) | 한나라당   | 2000년 5월 30일 - 2004년 5월 29일 | 금정구 일원                                                                                             |
| 제17대 | 박승환(朴勝煥) | 한나라당   | 2004년 5월 30일 - 2008년 5월 29일 | 금정구 일원                                                                                             |
| 제18대 | 김세연(金世淵) | 무소속     | 2008년 5월 30일 - 2012년 5월 29일 | 금정구 일원                                                                                             |
| 제19대 | 김세연(金世淵) | 새누리당   | 2012년 5월 30일 - 2016년 5월 29일 | 금정구 일원                                                                                             |
| 제20대 | 김세연(金世淵) | 새누리당   | 2016년 5월 30일 - 2020년 5월 29일 | 금정구 일원                                                                                             |
| 제21대 | 백종헌(白宗憲) | 미래통합당 | 2020년 5월 30일 - 2024년 5월 29일 | 금정구 일원                                                                                             |
| 제22대 | 백종헌(白宗憲) | 국민의힘   | 2024년 5월 30일 -                 | 금정구 일원                                                                                             |

## 같이 보기
- 부산 동래구의 국회의원
- 금정구 (1988년 선거구)
- 금정구 갑
- 금정구 을
- 금정구 (2000년 선거구)